# Samper del Salz (kommunhuvudort)
Samper del Salz är en kommunhuvudort i Spanien.   Den ligger i provinsen Provincia de Zaragoza och regionen Aragonien, i den nordöstra delen av landet, 260 km öster om huvudstaden Madrid. Samper del Salz ligger 539 meter över havet och antalet invånare är 126.
Terrängen runt Samper del Salz är huvudsakligen platt, men söderut är den kuperad. Runt Samper del Salz är det mycket glesbefolkat, med 6 invånare per kvadratkilometer. Närmaste större samhälle är Belchite, 9,8 km nordost om Samper del Salz. Trakten runt Samper del Salz består till största delen av jordbruksmark.